# ملعب لا سيوداديلا
ملعب لا سيوداديلا (بالإنجليزية: Estadio La Ciudadela)‏ هو ملعب كرة قدم يقع في سان ميغيل دي توكومان، الأرجنتين، يتسع لـ 25,000 متفرج.